# Wolfgang Neuss
Wolfgang Neuss, född 3 december 1923 i Breslau, Provinsen Niederschlesien, Tyska riket (nu Wroclaw, Polen), död 5 maj 1989 i Västberlin, var en tysk kabaréartist och skådespelare. Hans medverkan i tysk film var frekvent under 1950-talet. Neuss blev sedermera också välkänd för sitt politiska engagemang på 1960-talet, först för Tysklands socialdemokratiska parti, men senare för den radikala vänsterorganisationen Außerparlamentarische Opposition.

## Filmografi, urval
- 1953 – Ingen väg tillbaka
- 1953 – Ingen rädder här
- 1955 – Autostradaligan
- 1955 – Djävulens general
- 1955 – Operation OKH
- 1955 – Himmel utan stjärnor
- 1956 – Kuppen i Köpenick
- 1956 – Slav under lasten
- 1958 – Värdshuset i Spissart
- 1958 – Bedårande barn av sin tid
- 1959 – Rosor till åklagaren
- 1960 – Wir Kellerkinder
- 1967 – Katz und Maus